# Indianapolis 500 2000
Das 84. Indianapolis 500 (offiziell 84th Running of the Indianapolis 500) auf dem Indianapolis Motor Speedway fand am 28. Mai 2000 statt und ging über eine Distanz von 200 Runden à 4,023 km, was einer Gesamtdistanz von 804,672 km entspricht.

## Bericht
In der Qualifikation musste sich Juan Pablo Montoya hinter Greg Ray mit dem zweiten Rang begnügen. Ray übernahm nach dem Start die Führung vor Indy-500-Rookie Montoya. Dieser überholte Ray einige Runden später und fährt ab da unangefochten an der Spitze. Ray scheidet nach einem Unfall in der 67. Runde aus. Nur Buddy Lazier konnte gegen Ende des Rennens das Tempo von Montoya halten, gefährlich werden konnte er ihm aber nicht. Auch am Start waren mit Lyn St. James und Sarah Fisher zwei Frauen. Bei einem misslungenen Überholmanöver der 53-jährigen St. James gegen die 19-jährige Fisher kurz nach der Hälfte des Rennens, schieden beide Fahrerinnen aus. Auf dem dritten Platz ins Ziel kam Ex-Formel1-Pilot Eliseo Salazar.

## Startaufstellung
| Reihe | Innen                                  | Mitte                                      | Außen                                      |
| ----- | -------------------------------------- | ------------------------------------------ | ------------------------------------------ |
| 1     | 1 – Greg Ray Team Menard               | 9 – Juan Pablo Montoya Chip Ganassi Racing | 11 – Eliseo Salazar A. J. Foyt Enterprises |
| 2     | 32 – Robby Gordon Team Menard          | 8 – Scott Sharp Kelley Racing              | 14 – Jeff Ward A. J. Foyt Enterprises      |
| 3     | 10 – Jimmy Vasser Chip Ganassi Racing  | 92 – Stan Wattles Hemelgarn Racing         | 24 – Robbie Buhl Dreyer & Reinbold Racing  |
| 4     | 51 – Eddie Cheever Team Cheever        | 28 – Mark Dismore Kelley Racing            | 5 – Robby McGehee Treadway Racing          |
| 5     | 4 – Scott Goodyear Panther Racing      | 18 – Sam Hornish Jr. PDM Racing            | 98 – Donnie Beechler Cahill Racing         |
| 6     | 91 – Buddy Lazier Hemelgarn Racing     | 50 – Jason Leffler Treadway Racing         | 3 – Al Unser jr. Galles Racing             |
| 7     | 15 – Sarah Fisher Walker Racing        | 7 – Stéphan Grégoire Dick Simon Racing     | 88 – Airton Daré Team Xtreme               |
| 8     | 12 – Buzz Calkins Bradley Motorsports  | 75 – Richie Hearn Pagan Racing             | 55 – Raul Boesel Treadway Racing           |
| 9     | 27 – Jimmy Kite Blueprint Racing       | 33 – Jaques Lazier Truscelli Team Racing   | 23 – Steve Knapp Dreyer & Reinbold Racing  |
| 10    | 16 – Davey Hamilton Team Xtreme        | 6 – Jeret Schroeder Tri Star Motorsports   | 22 – Johnny Unser Indy Regency Racing      |
| 11    | 41 – Billy Boat A. J. Foyt Enterprises | 90 – Lyn St. James Dick Simon Racing       | 48 – Andy Hillenburg Fast Track Racing     |

## Klassifikationen

### Endresultat

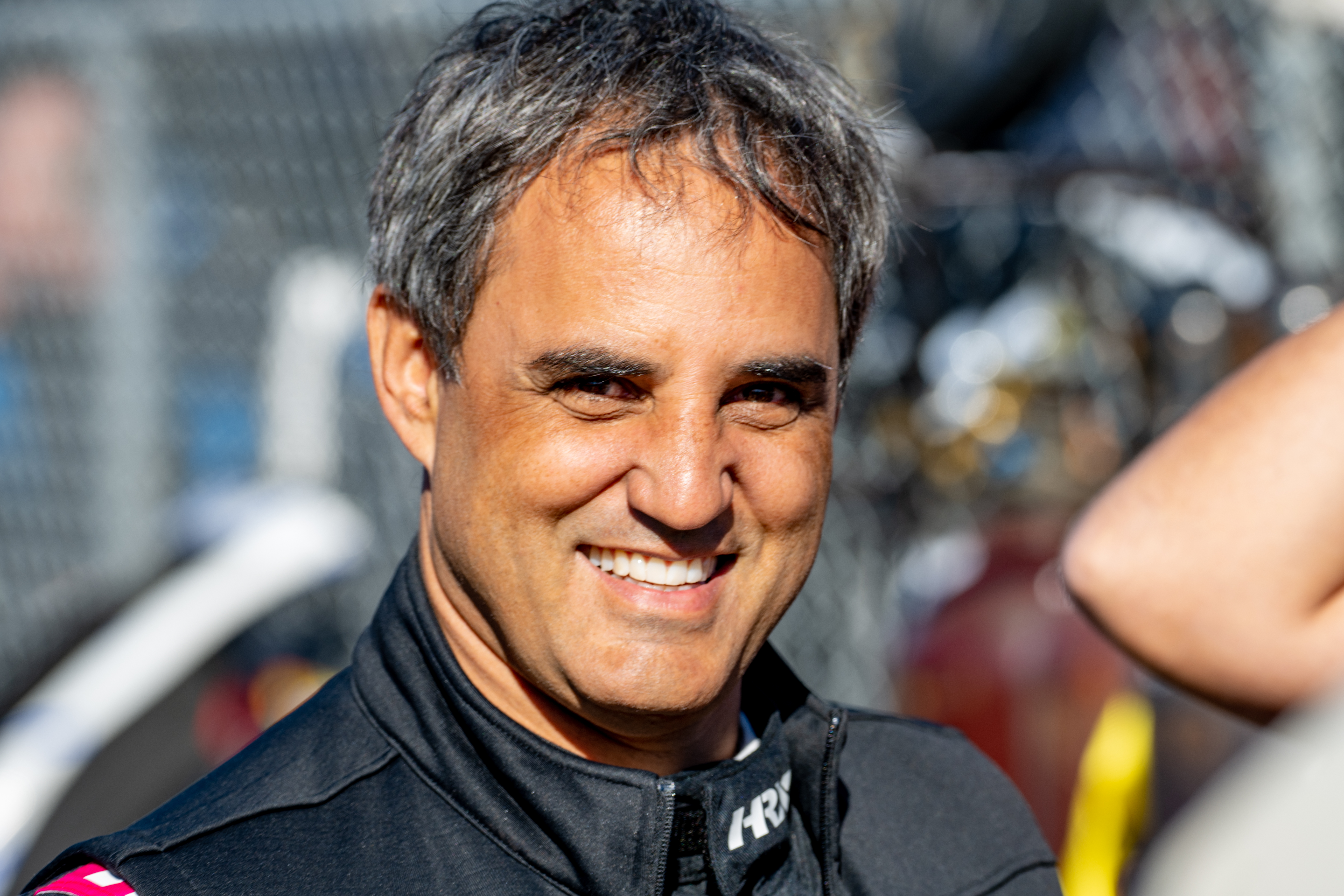
Indy 500 Sieger 2000, Juan Pablo Montoya

| Pos. | Nr. | Fahrer                 | Team                              | Chassis | Motor      | Runden/Ausfall | Start |
| ---- | --- | ---------------------- | --------------------------------- | ------- | ---------- | -------------- | ----- |
| 1    | 9   | Juan Pablo Montoya (R) | Chip Ganassi Racing               | G-Force | Oldsmobile | 200            | 2     |
| 2    | 91  | Buddy Lazier (W)       | Hemelgarn Racing                  | Dallara | Oldsmobile | 200            | 16    |
| 3    | 11  | Eliseo Salazar         | A. J. Foyt Enterprises            | G-Force | Oldsmobile | 200            | 3     |
| 4    | 14  | Jeff Ward              | A. J. Foyt Enterprises            | G-Force | Oldsmobile | 200            | 6     |
| 5    | 51  | Eddie Cheever (W)      | Team Cheever                      | Dallara | Infiniti   | 200            | 10    |
| 6    | 32  | Robby Gordon           | Team Menard                       | Dallara | Oldsmobile | 200            | 4     |
| 7    | 10  | Jimmy Vasser           | Chip Ganassi Racing               | G-Force | Oldsmobile | 199            | 7     |
| 8    | 7   | Stéphan Grégoire       | Dick Simon Racing                 | G-Force | Oldsmobile | 199            | 20    |
| 9    | 4   | Scott Goodyear         | Panther Racing                    | Dallara | Oldsmobile | 199            | 13    |
| 10   | 8   | Scott Sharp            | Kelley Racing                     | Dallara | Oldsmobile | 198            | 5     |
| 11   | 28  | Mark Dismore           | Kelley Racing                     | Dallara | Oldsmobile | 198            | 11    |
| 12   | 98  | Donnie Beechler        | Cahill Racing                     | Dallara | Oldsmobile | 198            | 15    |
| 13   | 33  | Jaques Lazier (R)      | Truscelli Racing Team             | G-Force | Oldsmobile | 198            | 26    |
| 14   | 6   | Jeret Schroeder        | Tri-Star Motorsports              | Dallara | Oldsmobile | 198            | 29    |
| 15   | 41  | Billy Boat             | A. J. Foyt Enterprises            | G-Force | Oldsmobile | 198            | 31    |
| 16   | 55  | Raul Boesel            | Treadway-Vertex Cunningham Racing | G-Force | Oldsmobile | 197            | 24    |
| 17   | 50  | Jason Leffler (R)      | Treadway Racing                   | G-Force | Oldsmobile | 197            | 17    |
| 18   | 12  | Buzz Calkins           | Bradley Motorsports               | Dallara | Oldsmobile | 194            | 22    |
| 19   | 23  | Steve Knapp            | Dreyer & Reinbold Racing          | G-Force | Infiniti   | 193            | 27    |
| 20   | 16  | Davey Hamilton         | TeamXtreme                        | G-Force | Oldsmobile | 188            | 28    |
| 21   | 5   | Robby McGehee          | Treadway Racing                   | G-Force | Oldsmobile | 187            | 12    |
| 22   | 22  | Johnny Unser           | Indy Regency Racing               | G-Force | Oldsmobile | 186            | 30    |
| 23   | 92  | Stan Wattles           | Hemelgarn Racing                  | Dallara | Oldsmobile | Motor (172)    | 8     |
| 24   | 18  | Sam Hornish Jr. (R)    | PDM Racing                        | Dallara | Oldsmobile | Unfall (153)   | 14    |
| 25   | 88  | Airton Daré (R)        | TeamXtreme                        | G-Force | Oldsmobile | Motor (126)    | 21    |
| 26   | 24  | Robbie Buhl            | Dreyer & Reinbold Racing          | G-Force | Oldsmobile | Motor (99)     | 9     |
| 27   | 75  | Richie Hearn           | Pagan Racing                      | Dallara | Oldsmobile | Elektrik (97)  | 23    |
| 28   | 48  | Andy Hillenburg (R)    | Fast Track Racing Enterprises     | Dallara | Oldsmobile | Radlager (91)  | 33    |
| 29   | 3   | Al Unser jr. (W)       | Galles Racing                     | G-Force | Oldsmobile | Kühlung (89)   | 18    |
| 30   | 27  | Jimmy Kite             | Blueprint Racing                  | G-Force | Oldsmobile | Motor (74)     | 25    |
| 31   | 15  | Sarah Fisher (R)       | Walker Racing                     | Dallara | Oldsmobile | Unfall (71)    | 19    |
| 32   | 90  | Lyn St. James          | Dick Simon Racing                 | G-Force | Oldsmobile | Unfall (69)    | 32    |
| 33   | 1   | Greg Ray               | Team Menard                       | Dallara | Oldsmobile | Unfall (67)    | 1     |

(R)=Rookie / (W)=früherer Gewinner / alle Fahrer mit Firestone Reifen / Gelbphasen 7 für 39 Runden

## Führungsrunden
| Fahrer             | Team                | Anzahl |
| ------------------ | ------------------- | ------ |
| Juan Pablo Montoya | Chip Ganassi Racing | 167    |
| Greg Ray           | Team Menard         | 26     |
| Jimmy Vasser       | Chip Ganassi Racing | 5      |
| Robby McGehee      | Treadway Racing     | 2      |